# Krystyna Ostromęcka
Krystyna Ostromęcka-Guryn (ur. 12 marca 1948 w Bydgoszczy) – polska siatkarka, grająca na pozycji przyjmującej, brązowa medalistka olimpijska (1968), brązowa medalistka mistrzostw Europy (1971).

## Kariera sportowa
Karierę rozpoczęła w SKS Warszawa, w latach 1963–1964 była zawodniczką MDK Warszawa, w latach 1964–1974 Legii Warszawa, w latach 1975–1978 Spójni Warszawa. Największe sukcesy klubowe odniosła z Legią, zdobywając cztery tytuły wicemistrzyni Polski (1965, 1967, 1968, 1969) oraz trzy brązowe medale mistrzostw Polski (1970, 1971, 1972), z MDK była mistrzynią Polski juniorek.
W reprezentacji Polski seniorek debiutowała 3 marca 1968 w towarzyskim spotkaniu z Holandią. Jej największymi sukcesami były brązowe medale Igrzysk Olimpijskich (1968) i mistrzostw Europy (1971). Dwukrotnie wystąpiła na mistrzostwach świata (1970 i 1974 - w obu startach 9. miejsce). Ostatni raz w biało-czerwonych barwach wystąpiła 27 października 1974 w meczu mistrzostw świata z USA. Łącznie w I reprezentacji Polski zagrała w 143 spotkaniach, w tym 126 oficjalnych.
Jest absolwentką Liceum Ogólnokształcącego im. Jana Kochanowskiego w Warszawie oraz Wydziału Elektroniki Politechniki Warszawskiej (1972) – specjalność elektronika medyczna. Pracowała w Ośrodku Badawczo-Rozwojowym Techniki Medycznej „ORMED” (1972–1991).